# Kundrathur
Kundrathur is een dorp in het district Kanchipuram van de Indiase staat Tamil Nadu. 

## Demografie
Volgens de Indiase volkstelling van 2001 wonen er 25.028 mensen in Kundrathur, waarvan 50% mannelijk en 50% vrouwelijk is. De plaats heeft een alfabetiseringsgraad van 72%. 